# 8 Kołobrzeski Batalion Saperów
8 Kołobrzeski batalion saperów (8 bsap) – samodzielny pododdział wojsk inżynieryjnych ludowego Wojska Polskiego oraz Sił Zbrojnych Rzeczypospolitej Polskiej.
Sformowany na podstawie rozkazu dowódcy 1 Armii Polskiej w ZSRR nr 001 z 1 kwietnia 1944, na bazie istniejącego od 13 sierpnia 1943 korpuśnego 3 batalionu saperów i włączony jako jednostka organiczna do 1 Warszawskiej Brygady Saperów. 1 kwietnia 1944 zmienił nazwę z 3 bsap na 8 bsap. Do skład brygady dołączył w końcu sierpnia 1944 w rejonie Żytomierza.
Za zasługi bojowe w czasie walk batalion otrzymał miano „Kołobrzeski” na podstawie Rozkazu Naczelnego Dowódcy Armii Czerwonej z 18 marca 1945 potwierdzonym Rozkazem Naczelnego Dowódcy WP nr 79/Org. z 4.05.1945. Rozkazem Naczelnego Dowódcy WP nr 130 z 21.06.1946 8 Kołobrzeski batalion saperów został odznaczony Orderem Wojennym Virtuti Militari V kl.

## Struktura organizacyjna
Etat 012/109

- dowództwo i sztab
- pluton dowodzenia
- 3 x kompania saperów
  - 3 x pluton saperów
  - drużyna zaopatrzenia
- kwatermistrzostwo
  - punkt pomocy medycznej
  - lazaret weterynaryjny
  - warsztaty i magazyn techniczny
- drużyna gospodarcza

Batalion posiadał:
żołnierzy – 321 (oficerów – 31, podoficerów – 62, szeregowych – 228)
sprzęt:
- miny – 483
- Kutry holowniczo- komunikacyjne:
  - K-20
  - K-21

## Szlak bojowy
8 bsap przeszedł cały szlak bojowy 1 BSap przez Smoleńszczyznę, przez Białoruś, od Bugu do Wisły, brał udział w walkach o przyczółki na Wiśle w 1944, forsowaniu Wisły w 1945, walkach na Wale Pomorskim, zdobywaniu i rozminowaniu Kołobrzegu, forsowaniu Odry pod Siekierkami, walkach nad Hawelą. Szlak bojowy wyniósł około 3000 km i zakończył w m. Hennigsdorf nad Hawelą. Batalion w walkach frontowych zabezpieczał marsz oddziałów bojowych, rozminowanie i oczyszczanie dróg przemarszu i rejonów postoju i koncentracji, minowanie obrony, wykonywanie przejść w polach minowych własnych i nieprzyjaciela, forsowanie Wisły, Odry, Haweli i licznych kanałów, budowę promów i mostów. Poległo w czasie walk 70 saperów, 160 żołnierzy batalionu zostało wyróżnionych odznaczeniami bojowymi.

## Okres powojenny

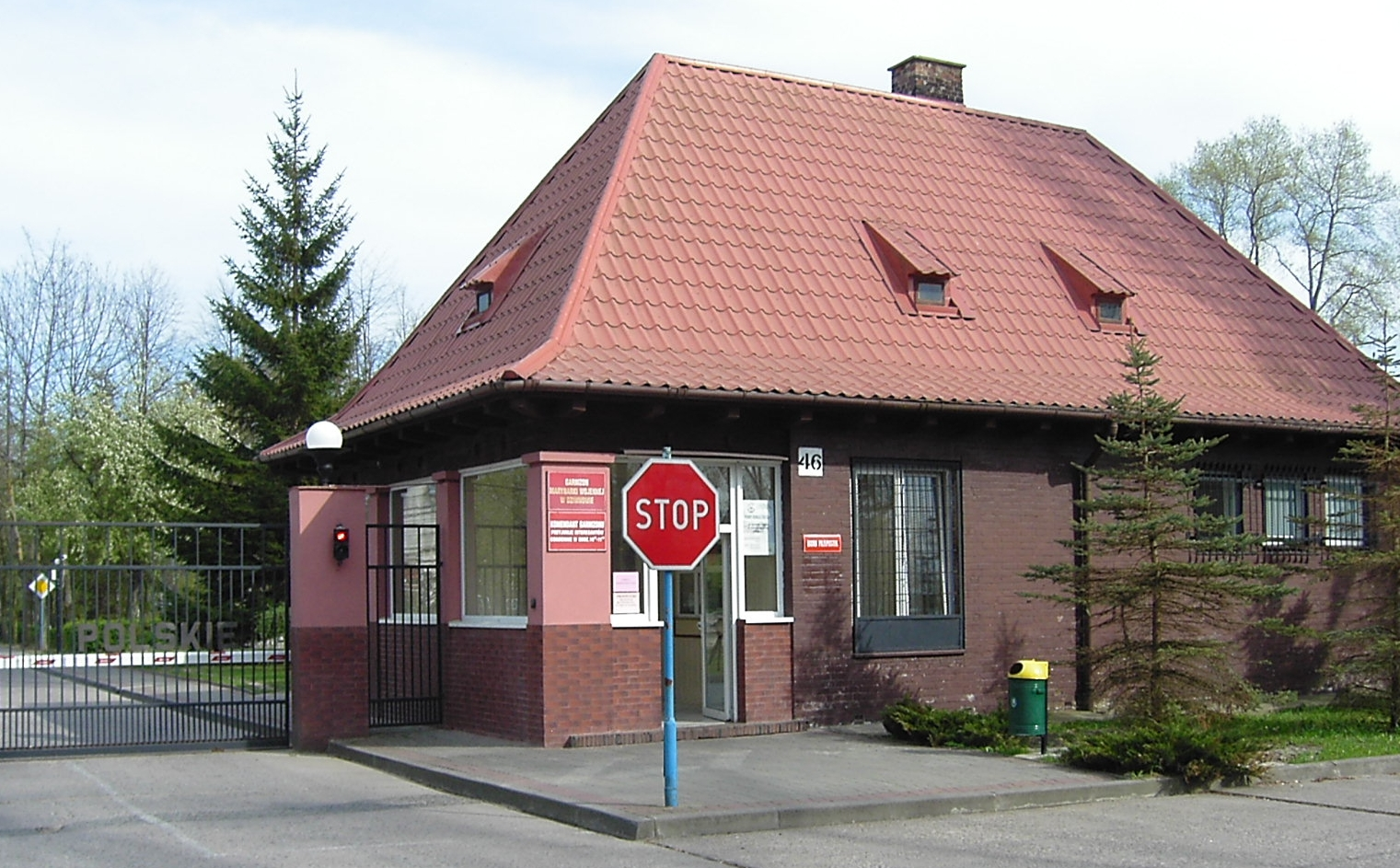
Brama koszar batalionu w Dziwnowie

Po wojnie uczestniczył w rozminowywaniu miast, portów i okolic Gdyni, Gdańska, Oksywia, Babich Dołów, Westerplatte, Obłuża, Lęborka, Wejherowa, Półwyspu Helskiego, Rumi, Dziwnowa, Ustki, Międzyzdrojów. Dzięki rozminowywaniu zapobiegł zniszczeniu siłowni i podstacji energetycznej w Gdyni. W ramach prac na rzecz gospodarki narodowej budował molo na Zalewie Kamieńskim i szkoły w Kołczewie i Dziwnowie. Odbudowywał ratusz w Kamieniu Pomorskim. W ramach akcji rozminowania i oczyszczania jednostka usunęła i zlikwidowała kilkanaście tysięcy min, kilkaset tysięcy różnego rodzaju bomb, pocisków i amunicji, a także zapobiegła zniszczeniu kilkunastu ważnych obiektów. Batalion uczestniczył w akcjach przeciwlodowych i przeciwpowodziowych, głównie u ujścia Wisły, oraz rozbijaniu zatorów lodowych blokujących porty.
Zgodnie z rozkazem nr 0124/Org Naczelnego Dowódcy Wojska Polskiego z 21 lipca 1946 batalion wyłączony został z 1 BSap i przekazany do dyspozycji Marynarki Wojennej. Jednocześnie przemianowano go na 52 batalion saperów MW i dyslokowano w Wejherowie.
W lipcu 1957 przemianowano batalion na 29 Kołobrzeski batalion saperów MW i zmienił on po raz kolejny garnizon na Dziwnów. W latach pięćdziesiątych XX w. zadania batalionu to głównie rozminowanie terenu i rozbudowa przeciwdesantowa wybrzeża.
30 grudnia 1959, na podstawie Zarządzenia Szefa SG WP nr 138/0rg., 3 batalion piechoty morskiej połączono z 29 Kołobrzeskim batalionem saperów morskich tworząc 3 pułk piechoty morskiej.
Według planów mobilizacyjnych z pułku wyłączano jednak batalion saperów morskich, który rozwijał się do stanu 652 żołnierzy i stawał się jednostką samodzielną. Batalion miał wydzielić na potrzeby pułku kompanię saperów z dwoma plutonami saperów i dwoma plutonami PTG o łącznym stanie osobowym 95 żołnierzy.
Na podstawie Zarządzenia Szefa Sztabu Generalnego WP nr 011/Org. z 16 stycznia 1963 Dowódca Marynarki Wojennej przekazał dowódcy Pomorskiego Okręgu Wojskowego 3 pułk piechoty morskiej bez batalionu saperów.
26 lipca 1964 batalion otrzymał sztandar ufundowany przez społeczeństwo Ziemi Kamieńskiej.
4 maja 1967 na podstawie Rozkazu nr 007/MON przywrócono batalionowi jego historyczną nazwę „8 Kołobrzeski Batalion Saperów”. 9 lutego 1977 zgodnie z Rozkazem Szefa Sztabu Generalnego WP batalion wszedł w skład 8 Flotylli Obrony Wybrzeża.
Na podstawie Decyzji Ministra ON nr 37/MON z 20 marca 1996 8 bsap w Dziwnowie przyjął i kontynuuje tradycje:
- 3 samodzielnego bsap z lat 1943–44,
- 8 Kołobrzeskiego bsap z lat 1944–46,
- 52 Kołobrzeskiego morskiego bsap z lat 1946–57,
- 29 Kołobrzeskiego bsap z lat 1957–67,

ww. Decyzją Minister ON nadał batalionowi miano „Kołobrzeski” oraz ustanowił święto jednostki na 18 marca.
22 czerwca 1997 decyzją Prezydenta RP z 10 kwietnia 1997 8 batalion otrzymał nowy sztandar ufundowany przez społeczeństwo Ziemi Kamieńskiej i Dziwnowskiej. w latach 1996 i 1998 batalion otrzymał miano przodującej jednostki lądowej Marynarki Wojennej.
W 2011 w skład batalionu weszła dotychczas samodzielna 30 kompania chemiczna.
Od 2012 8 Kołobrzeski batalion saperów jest pododdziałem, którego przeznaczeniem jest wsparcie inżynieryjne działań jednostek wojskowych wchodzących w skład Flotylli. Zadaniem jednostki jest urządzanie i utrzymanie stanowisk rozładunku oraz załadunku sprzętu i materiałów na okręty oraz ustawianie przeciwdesantowych zapór minowych. Jednostka posiada również możliwości prowadzenia prac fortyfikacyjnych, budowy mostów niskowodnych, rozminowywania terenów i obiektów, a także urządzania przepraw pontonowych oraz desantowych. Batalion posiada także etatowy patrol rozminowania.
Za swoją działalność batalion został wyróżniony m.in. medalem „Za Zasługi dla Marynarki Wojennej” i odznaką „Gryf Pomorski”

Insygnia
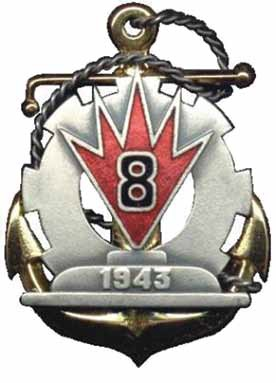
Odznaka pamiątkowa (wzór 2011)
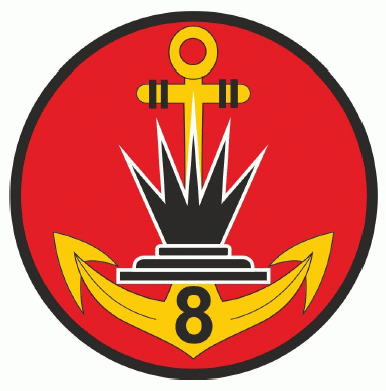
Oznaka rozpoznawcza (wzór 2012)
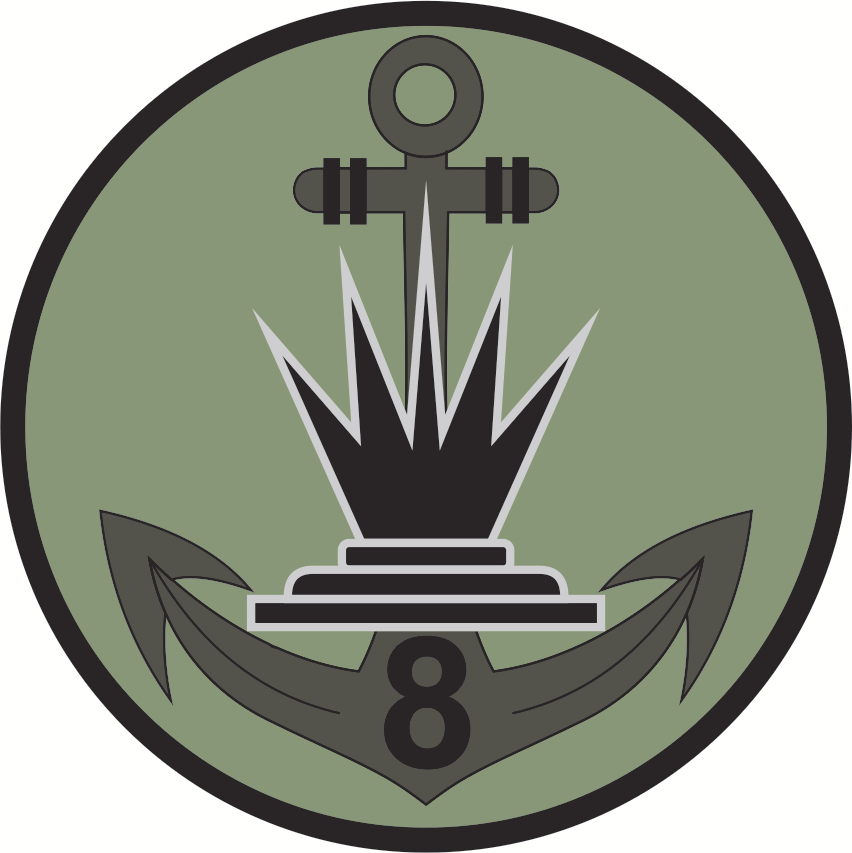
Oznaka rozpoznawcza na mundur polowy (wzór 2014)
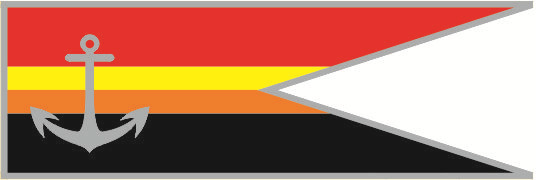
Proporczyk na beret (wzór 2013)

## Dowódcy batalionu
- ppor. Przewalski – dca 3 bsap
- mjr Aleksander Buryński – dca 3 bsap  (1943 – 1944)
- mjr Karol Jakubiak – dca 3 bsap do czasu przeformowania (1943 – 1944)
- por Zygmunt Jankowski   (1943 – 1944)
- mjr Aleksander Dreling (1944-1945) – dowódca 8 bsap[7]:
- mjr Aleksander Kurowuszkin (1946-1947)
- kpt. Stanisław Jotko (1947-1948)
- kpt Stanisław Kożuchowski (1947 – 1948)
- kpt Roman Pytkiewicz (1947 – 1948)
- kmdr por Stanisław Maculewicz  (1948 – 1952)
- kmdr por. Bolesław Piotrowicz (1952-1959)
- kmdr ppor Feliks Łokociejewski (1959 – 1961)
- kmdr por. Waldemar Chmielarski (1961-1965)
- kmdr por. Zenon Marciniak (1965 – 1968)
- kmdr por. Alojzy Piotrowski (1968 – 1974)
- kpt. Edward Pająk (1974 – 1975)
- kmdr ppor. Andrzej Fijałkowski (1975 – 1979)
- kmdr por. Bernard Nakraszewicz (1979 – 1985)
- kmdr por. Sylwester Pałosz (1985 – 1989)
- kmdr por. Kornel Walor (1989 – 2002)
- kmdr por. Jerzy Pitucha (2002 – 2006)
- kmdr por. Lucjan Mazur (2006 – 2008)
- kmdr por. Wojciech Chrzanowski (2008 – 2020)
- kmdr por. Waldemar Przygoda (2021-)